# Freno idraulico

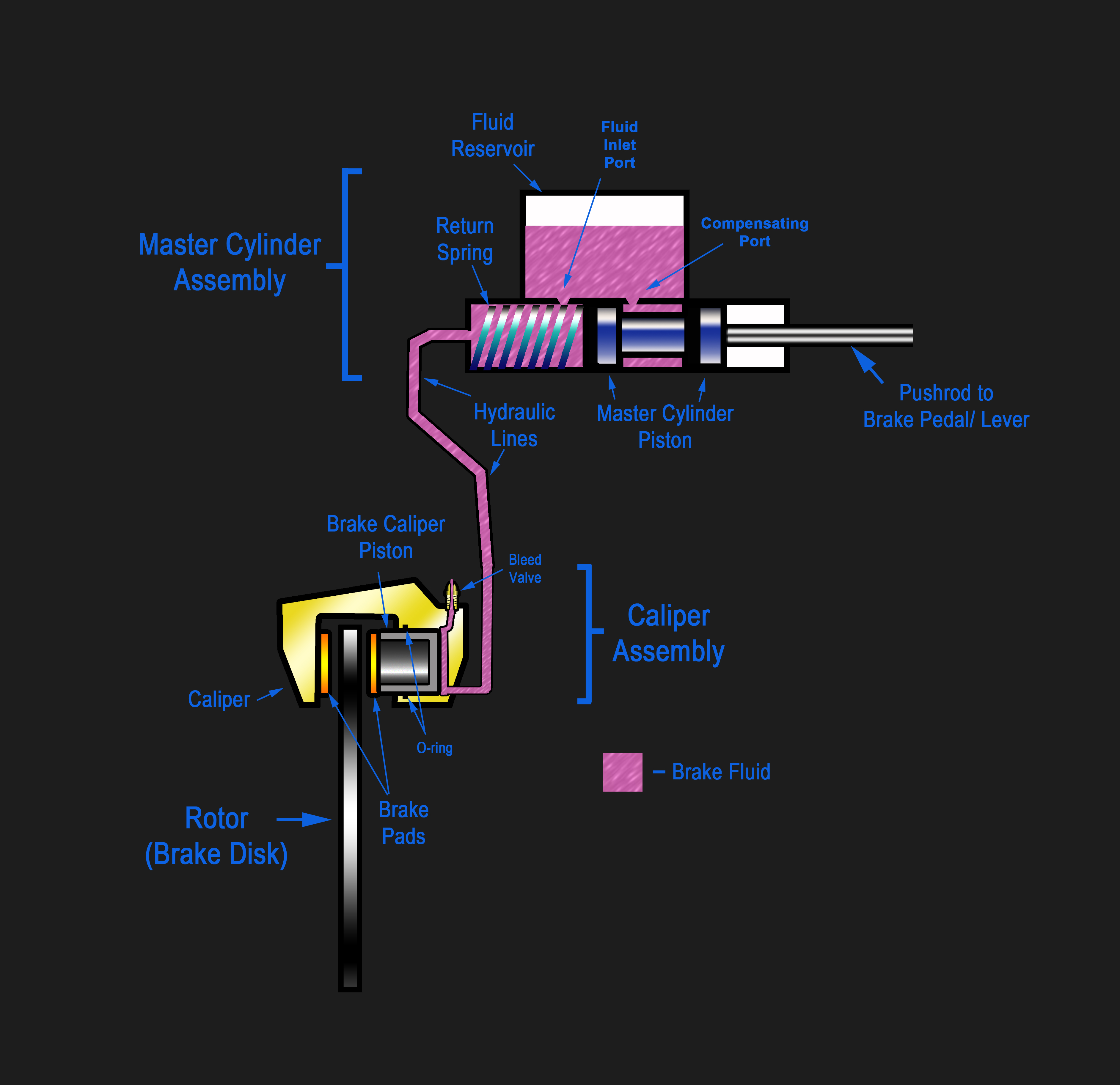
Uno schema che illustra i componenti dei freni idraulici

Il freno idraulico è una tipologia di freno in cui è utilizzato un fluido adatto, tipicamente contenente glicole etilenico, che trasferisce la pressione da un'unità di controllo, che è azionata dal conduttore del veicolo ed è in genere un pedale, al meccanismo frenante.
Il freno idraulico è stato sviluppato da Malcolm Lougheed (che in seguito cambiò il nome in Lockheed) nel 1918.
La più comune componentistica dei freni idraulici comprende:
- Il pedale del freno;
- Una biella (chiamata anche biella attuatrice);
- Un sistema di cilindri principali contenenti ognuno un sistema di pistoni (costituito da uno o due pistoni, una molla di richiamo, una serie di guarnizioni ad anello ed un piccolo serbatoio di liquido);
- Un circuito idraulico;
- Un sistema di pinze freno, solitamente consistenti di uno o due pistoncini cavi in alluminio o in acciaio cromato (chiamati pistoncini freno), un set di pastiglie freno in materiale termoconduttore ed un rotore (chiamato disco freno) o un tamburo fissato ad un asse;

Il principio di funzionamento si basa sull'aumento di pressione nel circuito idraulico dovuto all'azionamento del pedale del freno. La pressione viene quindi trasferita al sistema frenante dal circuito idraulico stesso. Il funzionamento dell'impianto frenante idraulico, a disco o a tamburo, si basa sul principio di Pascal che recita "La pressione esercitata su un liquido incomprimibile, racchiuso in un recipiente, si trasmette uniformemente in tutte le direzioni".
Alcuni freni idraulici possono essere dotati di servofreno, che è un dispositivo che agisce sulla pompa del sistema frenante. Quando si preme sul pedale del freno, questo sistema amplifica la forza esercitata dal conducente.